# Zuidelijke halmboktor
De zuidelijke halmboktor (Calamobius filum) is een keversoort uit de familie van de boktorren (Cerambycidae). De wetenschappelijke naam van de soort werd voor het eerst geldig gepubliceerd in 1790 door Rossi.